# Cuando el alba llegue
Cuando el alba llegue o Fuego en la carne es una película musical mexicana de 1950 producida, escrita y dirigida por Juan José Ortega y protagonizada por Meche Barba y Rafael Baledón. 

## Argumento
Raquel (Meche Barba) es una bailarina de cabaret, novia de un entusiasta joven universitario y estrella del futbol americano llamado Enrique (Jorge Ancira). Sin embargo, ella se enamora de Emilio (Rafael Baledón), un gánster, quién paga la carrera de su hermano. La tragedia estalla cuando los tres se enteran del enredo pasional y de un misterioso parentesco.

## Reparto
- Meche Barba - Raquel
- Rafael Baledón - Emilio
- Jorge Ancira - Enrique
- Nelly Montiel - Nelly
- José Pulido  - Adolfo
- Carlos Riquelme - Detective
- Los Panchos - Intervención musical
- Silvestre Méndez - Bailarín

## Comentarios
De nuevo en ambientes de cabaret, con unas estupendas coreografías y portando un atuendo de corte oriental, la rumbera mexicana Meche Barba se luce al lado del bailarín y cantante cubano Silvestre Méndez y su conjunto, mientras el trío Los Panchos le cantan el bolero Caminemos.